# Елизабет дьо Валоа
Елизабет дьо Валоа (на френски: Élisabeth de Valois), известна и с испанското си име Исабела Мирната (2 април 1545 – 3 октомври 1568), е френска принцеса и кралица на Испания, Неапол и Сицилия, трета съпруга на испанския крал Филип II (от 1560 г. до смъртта си).
Първата световно призната художничка в историята на човечеството, италианката Софонисба Ангисола, дълго време е придворна дама на кралица Елизабет дьо Валоа и е нарисувала някои от нейните най-известни портрети.

## Произход и нрав
Елизабет е родена на 2 април 1545 г. във Фонтенбло, Франция. Тя е второ дете и първа дъщеря на френския крал Анри II и Катерина де Медичи. Тя израства като тъмнокоса привлекателна девойка, която очарова двора със своите интелигентност и финес. Елизабет се отличава със съобразителност и любознателност, благ характер, тактично поведение и голяма набожност. 
Елизабет дьо Валоа поддържа близки и топли отношения с майка си, скрепени с взаимно доверие, включително и след женитбата ѝ и преместването ѝ в Испания. Резултат от тях е обширната писмена кореспонденция между двете.

## Женитбата на Елизабет
Според мирния договор от Льо Като Камбрези от 1559 г., Испания и Франция сключват мир и прекратяват войните, между властващите в тях династии. За скрепяване на споразумението е предвидено Елизабет дьо Валоа и престолонаследникът на Испания, дон Карлос, син на крал Филип II Испански да се оженят и те са сгодени, но след това в Париж пристига ново предложение, донесено от херцог Алба - момичето да стане жена не на сина, а на бащата, което е прието от родителите ѝ и те са оженени от разстояние, на 22 юни 1559 г. в катедралата Нотр Дам в Париж, с процедура известна като сватба по доверие (на латински: per procurationem), на която младоженецът не присъства лично, а е представен от пратеника. Друга важна подробност, около нея е, че тъкмо по това време Анри II e на смъртно легло - по време на рицарски турнир, устроен по случай сватбата два дни преди неяя, той е тежко ранен, пронизан в областта на очите с копие, от приятеля си Габриел дьо Монтгомери, с който влиза в двубой, и умира на 10 юли 1559 г.

## Кралица на Испания
Половин година след женитбата си, Елизабет дьо Валоа напуска Франция и се отправя към новия си дом в Испания. След продължителен път през Пиренеите, в град Гуадалахара, новата испанска кралица е посрещната от своя съпруг, крал Филип II Испански, когото тя вижда за първи път през живота си. Със своите тъмни коси, благородно изражение, изящна фигура, моден гардероб и изтънчените си маниери 15-годишната Елизабет бързо пленява съпруга си, всички придворни и целия испански народ. Испанците я наричат Исабела Мирната (на испански: Isabela de la Paz), тъй като пристигането ѝ в Испания закрепява мирния договор от Льо Като Камбрези.
След пристигането си в Испания, новата кралица изпитва силна носталгия по родината си и дълго се опитва да се приспособи към строгите порядки в испанския двор. През февруари 1560 г. Елизабет се разболява от варицела, а оздравяването ѝ отнема дълго време. Към края на годината кралицата се разболява и от вариола, и прекарва по-голямата част от времето си на легло. Притеснен за здравето на съпругата си, през този период Филип II почти не се отделя от нея, като полага всички необходими грижи за бързото оздравяване на Елизабет. Елизабет е трогната и постепенно преодолява страха от мрачния си съпруг. В следващите години, до смъртта си, тя се превръща за съпруга си в доверено лице, с което Филип обсъждал всички проблеми, включително и важни политически въпроси.
Испанският крал, който според описанията на своите съвременници е изключително хладнокръвен и мрачен човек, под въздействието на младата Елизабет се превръща в жизнерадостен и любящ съпруг, който робува на всяко нейно желание. Кралица Елизабет успява да заличи у съпруга си белезите от строгото възпитание, което той получил като дете, и нещастния брак на родителите му, като създава топла семейна среда и остава вярна на Филип до края на живота си. По време на брака им строгият испански дворцов етикет е значително облекчен, а Елизабет изпълва испанския двор с живот, като въвежда на мода френските маниери и френската мода. 
Кралицата намира цел в живота и с времето свиква да помага активно на съпруга си в държавните дела, с които той е силно ангажирани и по повод на които понякога се разделят задълго, и все повече обиква испанците и се идентифицира с интересите на испанското кралство. Катерина де Медичи, която се надява, че дъщеря ѝ ще се превърне в проводник на френското влияние в Испания, е шокирана от това неочаквано развитие на нещата. В писмата си френската кралица-майка отбелязва, че дъщеря ѝ се е превърнала в истинска испанка. На забележките ѝ, Елизабет отговаря в едно от писмата си: „Да, испанка съм, признавам си, но още съм и твоя дъщеря, същата онази дъщеря, която някога ти изпрати в Испания.“ Така испанската кралица се съсредоточава върху ролята си на съпруга и кралица, предана на съпруга и народа си, и ревностно изпълнява задълженията си на такава, дори и след като здравето ѝ е съсипано от неблагополучните ѝ бремености.

## Потомството на Филип и Елизабет
Елизабет забременява общо пет пъти - първите четири сериозно подкопават здравето ѝ, а в резултат на петата умира, след раждането. Първата ѝ бременност, въпреки шокиращия си (но чест в тази епоха) завършек, лично не ѝ се отразява така тежко, както следващите: тя ражда син, който умира само няколко часа по-късно. След загубата на първото си дете Елизабет се опитва да се успокои с мисълта, че ѝ предстои да роди още много деца и се надява и някое друго от тях да е момче (инфант). През май 1564 г. тя забременява отново, като с тази бременност започват и по-нататъшните мъки на кралицата, продължили до смъртта ѝ. На четвъртия месец от бременността Елизабет заболява от треска, която кралските лекари се опитват да излекуват с кръвопускане (източват част от кръвта ѝ). Вследствие приложените ѝ примитивни методи на лечение кралицата прави спонтанен аборт и помята две момичета-близначки. Оттогава здравето на кралицата се влошава. Елизабет отслабва и побледнява. През 1565 кралицата забременява отново и на 12 август 1566 г. след тежка бременност ражда първото си дете, останало живо след раждането си - инфантата Изабела-Клара Испанска, която по-късно Филип омъжва за австрийския ѝ братовчед – ерцхерцог Алберт II Австрийски, когото е направил и регент на Испанска Нидерладия през 1558 г. На 10 октомври 1567 г. Елизабет ражда още едно момиче - инфантата Каталина-Микаела Испанска, която по-късно бива омъжена за херцог Карл-Емануил I Савойски.
Последната бременност на кралицата завършва със смъртта ѝ. Сутринта на 3 октомври 1568 г. в град Аранхуес кралицата ражда преждевременно момиче, което едва успяват да кръстят, и то скоро издъхва. Майката многократно губи съзнание и в същия ден умира в присъствието на съпруга си. 

Елизабет е погребана в кралската крипта в манастира на двореца Ескориал.
През 1570 г. по династични съображения Филип II се жени за племенницата си Анна Хабсбург-Австрийска, която му ражда син – Филип III. Кралят обаче така и не успява да изгради толкова дълбоки чувства към четвъртата си съпруга, каквито изпитвал към покойната Елизабет, и не изгражда близки отношения с децата си от четвъртия си брак (общо 5, от които 4 - момчета). Двете му дъщери от Елизабет дьо Валоа, Исабела-Клара и Катерина-Микаела, стават негови доверени лица, с които споделя всичките си планове.

## Елизабет и Дон Карлос
Според едно предание Изабела има любовна връзка със заварения си син, Дон Карлос Испански, първоначалния ѝ годеник, преди да бъде заменен от баща си Филип II. Това предание вдъхновява Фридрих Шилер да напише драмата си „Дон Карлос“, послужила и за основа на едноименна опера на Джузепе Верди.
Дон Карлос, наследник на испанския престол, е най-възрастният син на Филип II и връстник на кралицата, докато кралят е с 18 години по-възрастен от нея. Счита се, че крехкото физическо здраве и душевна неуравновесеност на принца се дължат на близкото родство на родителите му – Филип II е първи братовчед на първата си съпруга Мария Португалска. Според друго предположение, като дете Дон Карлос пада и получава увреждане на мозъка, което поражда пристъпите му на неконтролируемо поведение. Той е считан за своенравен, неуравновесен и крехък юноша. Поради това Филип II е принуден да го държи изолиран от обкръжаващия го свят. 

Връзката между мащехата и нейния заварен син се гради на състрадание, искрено приятелство, добросърдечност и чувство на взаимно доверие, макар мълвата ѝ придава любовен характер. Елизабет дьо Валоа прекарва много време с него, опитвайки да участва по-активно в трагичната му съдба. Освен това Елизабет се опитва да изглади противоречията, които съществуват между Филип II и Дон Карлос, което довежда до временно сближение между бащата и сина. Малко след раждането на втората си дъщеря Елизабет е шокирана от ареста на принца. Елизабет, която искрено обича заварения си син, се затваря в покоите си за няколко дни и горчиво плаче. Дон Карлос умира четири месеца преди кралица Елизабет.